# Rhynchosia komatiensis
Rhynchosia komatiensis är en ärtväxtart som beskrevs av Hermann August Theodor Harms. Rhynchosia komatiensis ingår i släktet Rhynchosia och familjen ärtväxter. Inga underarter finns listade i Catalogue of Life.